# Ben Bitton
Ben Bitton (hebr. בן ביטון, ur. 3 stycznia 1991 w Bat Jam) – izraelski piłkarz grający na pozycji prawego obrońcy. Od 2021 jest zawodnikiem klubu Hapoel Tel Awiw.

## Kariera piłkarska
Swoją karierę piłkarską Bitton rozpoczął w klubie Hapoel Tel Awiw. W 2010 roku został z niego wypożyczony do grającego w drugiej lidze klubu o nazwie Sektzia Nes Cijjona. Zadebiutował w nim 20 sierpnia 2010 w zwycięskim 2:0 wyjazdowym meczu z Ironi Bat Jam. W zespole tym grał przez dwa sezony.
W 2012 roku Bitton został wypożyczony do innego drugoligowca, Hapoelu Nacerat Illit. Swój debiut w Hapoelu zaliczył 28 września 2012 w zremisowanym 0:0 domowym meczu z Hapoelem Bene Lod. W Hapoelu Nacerat Illit występował przez rok.
W 2013 roku Bitton został piłkarzem Hapoelu Beer Szewa. Swój debiut w nim zanotował 30 września 2013 w zwycięskim 2:1 domowym meczu z Bene Jehuda Tel Awiw. W sezonie 2013/2014 został z Hapoelem wicemistrzem kraju. Z kolei w sezonie 2015/2016 wywalczył mistrzostwo Izraela.
| Sezon   | Klub                 | Kraj   | Rozgrywki   | Mecze | Gole |
| ------- | -------------------- | ------ | ----------- | ----- | ---- |
| 2010/11 | Sektzia Nes Cijjona  | Izrael | Liga Leumit | 33    | 0    |
| 2011/12 | Sektzia Nes Cijjona  | Izrael | Liga Leumit | 23    | 0    |
| 2012/13 | Hapoel Nacerat Illit | Izrael | Liga Leumit | 33    | 0    |
| 2013/14 | Hapoel Beer Szewa    | Izrael | Ligat ha’Al | 20    | 0    |
| 2014/15 | Hapoel Beer Szewa    | Izrael | Ligat ha’Al | 30    | 1    |
| 2015/16 | Hapoel Beer Szewa    | Izrael | Ligat ha’Al | 26    | 0    |

## Kariera reprezentacyjna
W reprezentacji Izraela Bitton zadebiutował 23 marca 2016 roku w przegranym 0:2 towarzyskim meczu z Chorwacją, rozegranym w Osijeku.